# 라이즈 오브 가고일
《라이즈 오브 가고일》(프랑스어: La fureur des gargouilles, 영어: Rise of the Gargoyles) 2009년에 방영된 TV영화이다. 감독은 빌 코코란이며, Syfy채널에서 방영되었다. 맨이터 시리즈의 18번째 영화이다.

## 줄거리
프랑스 파리, 생 장 앙드레 교회 지하에서 일하던 인부들이 숨겨진 공간을 발견하고 그곳의 물건들을 챙기던 중 괴생명체에게 공격을 받는다. 한편, 가고일에 대한 책을 썼지만 전문가들에게 인정받지 못한 채 실의에 빠져 있던 잭 랜달 교수는 친구 캐롤 베컴의 격려로 그 장소를 확인하러 간다. 밤에 몰래 들어간 둘은 캐롤이 유물을 수집하는 동안 잭은 카메라로 촬영을 하던 중 날개 달린 괴물을 목격하고 도망친다. 급히 자리를 피하던 중 카메라는 파손되고, 그들이 간 술집에서 큰 돌덩이가 잭의 차 위로 떨어진다. 잭은 숙소로 돌아가지만, 캐롤은 자신의 아파트에서 가고일에게 공격받아 목이 잘린 채 죽는다.
다음 날 아침, 잭은 캐롤의 시신을 확인하고 연쇄 살인 사건의 주요 용의자로 지목된다. 잭은 선정적인 신문 기자인 니콜 리카르를 찾아가 자신이 찍은 영상을 그녀의 카메라맨 월시에게 넘긴다. 복원된 영상을 본 니콜과 월시는 잭이 미치지 않았으며, 실제로 교회 지하에서 가고일을 봤다는 것을 깨닫는다. 그들은 진실을 밝히기 위해 다시 교회로 향한다.

## 캐스트
| 역할          | 원작 배우      | 한국어 더빙 (TV, EBS) |
| ------------- | -------------- | --------------------- |
| 잭 랜달       | 에릭 벌포      | ????                  |
| 니콜 리카드   | 캐롤라인 네론  | ????                  |
| 월쉬          | 저스틴 샐린저  | ????                  |
| 지버트 수사관 | 이판 휴 다피드 | ????                  |
| 게이블 신부   | 닉 맨쿠소      | ????                  |
| 캐롤 베컴     | 탄야 클라크    | ????                  |